# Torkilstrup-Lillebrænde Sogn
Torkilstrup-Lillebrænde er et sogn i Falster Provsti (Lolland-Falsters Stift).
I 1800-tallet var Lillebrænde Sogn anneks til Torkilstrup Sogn. Begge sogne hørte til Falsters Nørre Herred i Maribo Amt. Torkilstrup-Lillebrænde sognekommune blev ved kommunalreformen i 1970 indlemmet i Nørre Alslev Kommune, der ved strukturreformen i 2007 indgik i Guldborgsund Kommune.
I Torkilstrup-Lillebrænde Sogn ligger Torkilstrup Kirke og  Lillebrænde Kirke